# Чистов, Станислав Михайлович
Станисла́в Миха́йлович Чисто́в (17 апреля 1983, Челябинск, СССР) — российский хоккеист. Амплуа — крайний нападающий.

## Награды
- Чемпион мира U18 (2001)
- Двукратный чемпион мира U20 (2002, 2003)
- Серебряный призёр НХЛ в сезоне 2002/2003
- Участник матча молодых звёзд НХЛ (2003)
- Бронзовый призёр Суперлиги сезона 2005/2006
- В сезоне 2005/2006 выиграл Хоккейный Евротур
- Обладатель Кубка Континента КХЛ в сезоне 2011/2012 в составе челябинского «Трактора».
- Бронзовый призёр чемпионата КХЛ в сезоне 2011/2012 в составе челябинского «Трактора».
- Серебряный призёр чемпионата КХЛ в сезоне 2012/2013 в составе челябинского «Трактора».

## Статистика
| Легенда | Легенда                    | Легенда | Легенда                   | Легенда | Легенда    |
| ------- | -------------------------- | ------- | ------------------------- | ------- | ---------- |
| И       | Количество проведённых игр | Штр     | Штрафное время            | +/−     | Плюс-минус |
| Г       | Голы                       | П       | Голевые передачи          | О       | Очки       |
| -       | Статистика неизвестна      | —       | Статистика не учитывалась |         |            |

### Клубная карьера
- a В этом сезоне в «Плей-офф» учитывается статистика игрока в Кубке Надежды.